# UCI-Cyclocross-Weltcup 1995/96
Beim UCI-Cyclocross-Weltcup 1995/96 wurden von Oktober 1995 bis Januar 1996 durch die Union Cycliste Internationale Weltcup-Sieger im Cyclocross ermittelt. 
Es gab ausschließlich Rennen für Männer in der Elite, die an sieben Weltcup-Stationen in sieben verschiedenen Ländern ausgetragen wurden.

## Elite

### Männer
| Rnd | Datum             | Ort                  | Erster             | Zweiter             | Dritter        |
| --- | ----------------- | -------------------- | ------------------ | ------------------- | -------------- |
| 1   | 15. Oktober 1995  | Wangen               | Luca Bramati       | Richard Groenendaal | Dieter Runkel  |
| 2   | 29. Oktober 1995  | Heerlen              | Luca Bramati       | Richard Groenendaal | Jérôme Chiotti |
| 3   | 3. November 1995  | Variano di Basiliano | Luca Bramati       | Wim De Vos          | Beat Wabel     |
| 4   | 2. Dezember 1995  | Prag                 | Dieter Runkel      | Daniele Pontoni     | Jiří Pospíšil  |
| 5   | 10. Dezember 1995 | Igorre               | Daniele Pontoni    | Luca Bramati        | Jiří Pospíšil  |
| 6   | 28. Dezember 1995 | Loenhout             | Paul Herijgers     | Richard Groenendaal | Luca Bramati   |
| 7   | 11. Januar 1996   | Pontchâteau          | Adrie van der Poel | Daniele Pontoni     | Jérôme Chiotti |

Gesamtwertung
| Platz | Name                | Punkte |
| ----- | ------------------- | ------ |
| 1     | Luca Bramati        | 100    |
| 2     | Richard Groenendaal | 83     |
| 3     | Beat Wabel          | 63     |
| 4     | Dieter Runkel       | 57     |
| 5     | Daniele Pontoni     | 56     |
| 6     | Adrie van der Poel  | 54     |